# L'última casa de l'esquerra
 L'última casa de l'esquerra  (títol original: The Last House on the Left) és una pel·lícula estatunidenca dirigida per Wes Craven, estrenada el 1972. Ha estat doblada al català.

## Argument
Krug i els seus tres joves, temibles assassins, segresten i torturen a mort dues noies que celebraven el seu aniversari.
Només cometran un greu error decidint passar la nit amb una gent,que són els pares d'una de les dues noies. Per a ells, comença el terror i el seu malson, a l'última Casa a l'esquerra.

## Repartiment
- Sandra Cassel: Mari Collingwood
- Lucy Grantham: Phyllis Stone
- David Hess: Krug Stillo
- Fred J. Lincoln: Fred 'Weasel' Podowski
- Jeramie Rain: Sadie
- Marc Sheffler: Junior Stillo
- Gaylord St. James: Dr. John Collingwood
- Cynthia Carr: Estelle Collingwood
- Ada Washington: Ada
- Marshall Anker: el xèrif
- Martin Kove: el diputat
- Ray Edwards: el carter

## Al voltant de la pel·lícula
- L'Última Casa a l'esquerra  és la primera pel·lícula del realitzador americà Wes Craven (Scream , Les urpes de la nit...).
- El rodatge s'ha desenvolupat del 2 d'octubre al 6 de novembre de 1971 a Long Island, Nova York, Redding i Westport.
- Es tracta d'un remake d'una pel·lícula sueca, La Font, dirigida el 1960 per Ingmar Bergman.[3]
- La pel·lícula també va ser objecte d'un remake el 2009: L'Última Casa a l'esquerra de Dennis Iliadis.
- A destacar, una petita aparició de Steve Miner, realitzador de l'Assassí del divendres (1981), Homicidis en 3 dimensions (1982), Warlock (1989) o Day of the Dead , 2007), en el paper, que no surt als crèdits, del hippy que es burla de l'adjunt del xèrif.
- La pel·lícula va ser prohibida al Regne Unit durant 30 anys.
- Jonathan Craven, el fill del cineasta, fa una petita aparició en el paper d'un noiet amb una pilota.
- Al començament del llargmetratge, una indicació ens descobreix que la història es basa en una història real.

## Banda original
1. The Road Leads to Nowhere
2. Wait for the Rain
3. Sadie and Krug (Baddies' Theme)
4. Now You're All Alone